# سیروان قربانی
سیروان قربانی (زادۀ ۴ مهر ۱۳۷۲) بازیکن فوتبال اهل ایران است که در پست مدافع چپ بازی می‌کند.
سیروان قربانی در فصل ۹۷–۹۸ و در زمان سرمربیگری پائلو سرجیو پرتغالی ۲۹ بازی را به صورت فیکس در ترکیب صنعت نفت آبادان بازی کرد که خود یک رکورد محسوب می‌شود. وی در سال ۲۰۲۰ به تیم نفت مسجدسلیمان پیوست.